# Gliwice
Gliwice ([ɡlʲiˈvʲit͡sɛ]ⓘ, en alemán: Gleiwitz, pronunciado /ˈɡlaɪvɪts/ⓘ) es una importante ciudad del voivodato de Silesia, en la República de Polonia. Se asienta en las orillas del río Kłodnica, a unos 20 km al oeste de Katowice. En 2004 contaba con 200 361 habitantes.

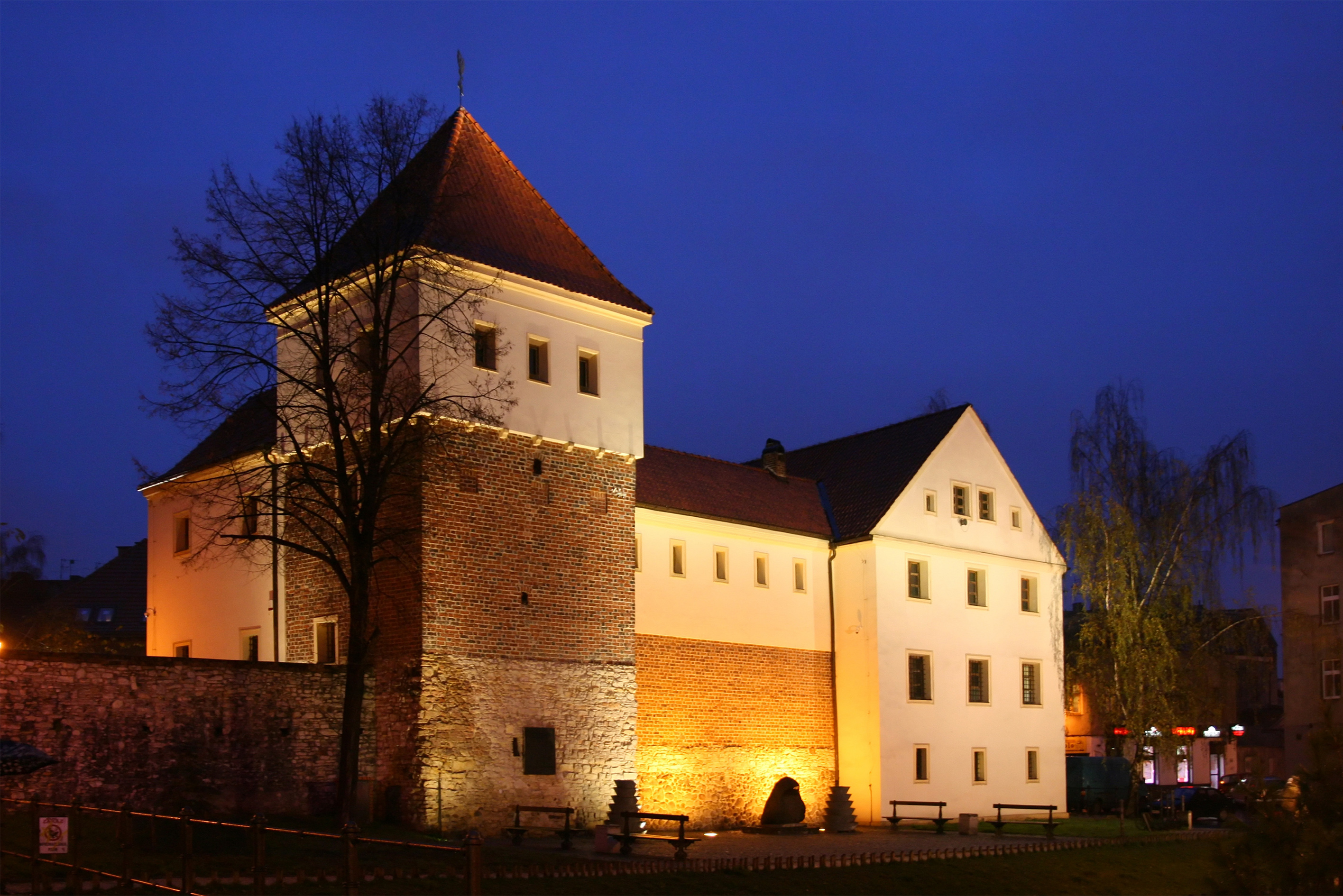
Castillo de Piast en Gliwice

Gliwice es una de las principales ciudades de la Unión Metropolitana de Alta Silesia (Górnośląski Związek Metropolitalny), la principal área metropolitana de Polonia, con cerca de 3 487 000 habitantes. Cuenta con una importante universidad (Silesian University of Technology), puerto fluvial y una destacada industria (automoción, carbón...).
Hasta la reforma administrativa realizada en Polonia en 1999, Gliwice pertenecía al voivodato de Katowice;  desde entonces constituye uno de los 17 distritos del voivodato de Silesia.
La ciudad es particularmente conocida en la historia reciente por el llamado incidente de Gliwice, una operación de bandera falsa que tuvo lugar el 31 de agosto de 1939 y que puede considerarse el inicio de la II Guerra Mundial.
Esta ciudad acogió el festival de la canción de Eurovisión Junior el día 24 de noviembre de 2019, resultando ganadora la canción del país anfitrión.